# Feest voor twee
Feest voor twee is een single van Monique Smit. Het nummer is bedoeld als vrolijk meidennummer. Monique Smit wil wel in het nummer met haar vriendje naar een feestje, maar als hij niet komt opdagen is dat geen probleem, Monique feest dan in haar eentje wel voor twee. De videoclip is een "kopie" van een Chocomelreclame uit de jaren 80, waarin een meisje alleen thuis gelaten wordt en Aretha Franklin nazingt (hetgeen weer een kopie is van Tom Cruise in film Risky Business). Monique speelt zichzelf, haar ouders in het filmpje zijn acteurs en Monique gaf ook toe dat ze een kopieclip had gemaakt.

## Hitnotering
De single met B-kant Alles draait om jou (2:28) haalde het wel de Nederlandse Single Top 100, maar niet de Nederlandse Top 40. De single kwam uit ter promotie van haar studioalbum Verder dat in juni 2010 volgde.

## Tracklist
1. "Feest voor twee" - 2:50
2. "Alles draait om jou" - 2:28

| Hitnotering: 15-05-2010 t/m 18-06-2010 Hitnotering: 21-08-2010 t/m 28-08-2010 | Hitnotering: 15-05-2010 t/m 18-06-2010 Hitnotering: 21-08-2010 t/m 28-08-2010 | Hitnotering: 15-05-2010 t/m 18-06-2010 Hitnotering: 21-08-2010 t/m 28-08-2010 | Hitnotering: 15-05-2010 t/m 18-06-2010 Hitnotering: 21-08-2010 t/m 28-08-2010 | Hitnotering: 15-05-2010 t/m 18-06-2010 Hitnotering: 21-08-2010 t/m 28-08-2010 | Hitnotering: 15-05-2010 t/m 18-06-2010 Hitnotering: 21-08-2010 t/m 28-08-2010 | Hitnotering: 15-05-2010 t/m 18-06-2010 Hitnotering: 21-08-2010 t/m 28-08-2010 | Hitnotering: 15-05-2010 t/m 18-06-2010 Hitnotering: 21-08-2010 t/m 28-08-2010 | Hitnotering: 15-05-2010 t/m 18-06-2010 Hitnotering: 21-08-2010 t/m 28-08-2010 |
| Week:                                                                         | 1                                                                             | 2                                                                             | 3                                                                             | 4                                                                             | 5                                                                             |                                                                               | 6                                                                             |                                                                               |
| ----------------------------------------------------------------------------- | ----------------------------------------------------------------------------- | ----------------------------------------------------------------------------- | ----------------------------------------------------------------------------- | ----------------------------------------------------------------------------- | ----------------------------------------------------------------------------- | ----------------------------------------------------------------------------- | ----------------------------------------------------------------------------- | ----------------------------------------------------------------------------- |
| Positie:                                                                      | 52                                                                            | 61                                                                            | 40                                                                            | 88                                                                            | 82                                                                            | uit                                                                           | 98                                                                            | uit                                                                           |